# Cheilodipterus quinquelineatus
Cheilodipterus quinquelineatus és una espècie de peix pertanyent a la família dels apogònids.

## Descripció
- Pot arribar a fer 13 cm de llargària màxima.
- 7 espines i 9 radis tous a l'aleta dorsal i 2 espines i 8 radis tous a l'anal.[3][4]

## Alimentació
Menja petits crustacis, gastròpodes i peixets.

## Depredadors
A Austràlia és depredat per Lutjanus carponotatus.

## Hàbitat
És un peix marí, associat als esculls i de clima tropical (30°N-32°S) que viu a 0-40 m de fondària entre les espines de l'eriçó de mar de l'espècie Diadema setosum.

## Distribució geogràfica
Es troba des del mar Roig fins a Moçambic, Pitcairn, el sud del Japó i l'illa de Lord Howe.

## Costums
És nocturn.

## Observacions
És inofensiu per als humans i criat en captivitat.